# Alan McInally
Alan McInally, né le 10 février 1963 à Ayrshire (Écosse), est un footballeur écossais, qui évoluait au poste d'attaquant à Aston Villa et en équipe d'Écosse. 
McInally a marqué trois buts lors de ses huit sélections avec l'équipe d'Écosse entre 1988 et 1990.

## Carrière
- 1980-1984 : Ayr United
- 1984-1987 : Celtic FC
- 1987-1989 : Aston Villa
- 1989-1992 : Bayern Munich
- 1993-1994 : Kilmarnock

## Palmarès

### En équipe nationale
- 8 sélections et 3 buts avec l'équipe d'Écosse entre 1989 et 1990.

### Avec le Celtic
- Vainqueur du Championnat d'Écosse de football en 1986.
- Vainqueur de la Coupe d'Écosse de football en 1985.

### Avec le Bayern de Munich
- Vainqueur du Championnat d'Allemagne de football en 1990.
- Vainqueur de la Supercoupe d'Allemagne de football en 1990.